# جامعة الإسماعيلية الجديدة الأهلية
جامعة الإسماعيلية الأهلية هي جامعة أهلية منبثقة من جامعة قناة السويس وتخدم طلاب إقليم قناة السويس، تقع بمدينة الإسماعيلية الجديدة إحدى مدن محافظة الإسماعيلية في مصر.

## الموقع
تقع الجامعة على مساحة 29.01 فدان (121.838 مترًا مربعًا) وتضم عدة مباني، منها مبنى إدارة الجامعة، 6 مباني أكاديمية، مبنى الورش، مبنى ريادة الأعمال والابتكار، مبنى المعامل، بالإضافة إلى الساحة الإدارية، والساحة الأكاديمية، والمنطقة الترفيهية، وتضم مباني الكليات مدرجات، وفصول تدريب، ومعامل وورش تدريب، ومكاتب إدارية.
وتضم تخصصات العلاج الطبيعي، التمريض، الطب البشري، تكنولوجيا المختبرات الطبية، إدارة الأعمال والعلاقات الدولية، اللوجستيات وسلاسل الإمداد، التسويق الرقمي والأعمال الإلكترونية، هندسة البناء، هندسة نظم الاتصالات، الذكاء الاصطناعي وتعلم الآلة، هندسة المواد والتصنيع، هندسة تصميم وبناء السفن، التصميم الهندسي الابتكاري.

## البرامج والكليات
- الهندسة
- الصيدلة الإكلينكية
- الترجمة الفورية
- اللغة العربية لغير الناطقين بها
- التجارة بالإنجليزية
- البترول
- المياه[5][6][7]